# 4257 Ubasti
4257 Ubasti eller 1987 QA är en asteroid som korsar Mars omlopsbana, den upptäcktes 23 augusti 1987 av den amerikanska astronomen Jean Mueller vid Palomar-observatoriet. Den är uppkallad efter den egyptiska gudinnan Bastet.
Den tillhör asteroidgruppen Apollo.